# Choerades gilvus
Choerades gilvus  es una especie de mosca de la familia Asilidae. 

## Distribución
Se distribuye por la región paleártica.